# Nadia Davy
Nadia Davy, född 24 december 1980, är en jamaicansk friidrottare som tävlar i kortdistanslöpning.
Davy deltog vid OS 2004 i Aten, Grekland, där hon sprang 400 meter individuellt men blev utslagen redan i försöken. Vid samma mästerskap ingick hon, tillsammans med Novlene Williams, Michelle Burgher och Sandie Richards, i stafetlaget på 4 x 400 meter som blev bronsmedaljörer efter USA och Ryssland.

## Personliga rekord
- 400 meter - 50,66